# 高延青
高延青（1948年—），蒙古族，中华人民共和国政治人物、第十一届全国政协委员。
加入中国共产党，担任内蒙古自治区文化厅厅长、党组书记。2008年，当选第十一届全国政协委员，代表少数民族界，分入第四十九组。